# Rachel Banham
Pour les articles homonymes, voir Banham.
Rachel Banham, née le 15 juillet 1993 à Lakeville (Minnesota), est une joueuse américaine de basket-ball.

## Biographie
Au lycée, elle est Lakeville North High School à Lakeville dont elle sort diplômée en 2011. En senior, ses statistiques sont de 17,8 points per game, 5,3 rebonds et 4,0 passes décisives avec un bilan de 29 victoires pour 3 défaites et un titre de champion de conférence. 
Elle démarre ses 36 rencontres en freshman avec les Golden Gophers du Minnesota. Elle est élue Big Ten Freshman of the Year avec 16,1 points. En sophomore (2012-2013) avec 20.7 points, puis en junior (2013-2014) avec 22.1 points, 3.7 rebonds et 3.9 passes décisives, elle continue à aligner de belles performances (2014-2015). Banham ne joue que dix matches en senior avec d'être touchée par une blessure au genou. Elle peut jouer de nouveau sa saison senior en 2015-2016.
Elle est surnommée « Maroon Mamba » et comparée à la star NBA Kobe Bryant, « Black Mamba ». Quatorze mois après sa blessure au genou le 10 décembre 2014 contre North Dakota, elle égale le record de points en NCAA avec 60 points réussis en 47 minutes lors d’une victoire en double prolongation (18 points en prolongations) face à Northwestern. Elle achève sa carrière universitaire avec le record de points de la Big Ten 3 093 points (dont 354 réussites à trois points), le sixième total de la NCAA et une moyenne en senior de 28,6 points par rencontre. Son université annonce en octobre qu'elle va retirer son numéro pendant l'année universitaire.
Elle est choisie en quatrième position lors de la draft WNBA 2016 par le Sun du Connecticut. Elle dispute 15 rencontres pour 20 tirs réussis sur 49 shots dont 13 paniers à trois points, dont deux tirs décisifs lors de la victoire sur Dallas le 2 juillet. Une micro-fracture au genou droit met un terme à sa saison début juillet.
En février 2020, elle est échangée par le Sun avec le Lynx du Minnesota contre leur deuxième tour de la draft 2021. 

## Distinctions individuelles
- Big Ten Player of the Year (2016[3])
- First Team All-Big Ten (2013, 2014, 2016[3])

• Big Ten Freshman of the Year (2012)
• Second Team All-Big Ten (2012)

## Statistiques à Minnesota
Source
| Année     | Équipe    | GP | Points | FG%  | 3P%  | FT%  | RPG | APG | SPG | BPG | PPG  |
| 2011-2012 | Minnesota | 36 | 580    | 41.9 | 42.5 | 81.7 | 5.2 | 2.7 | 1.6 | 0.2 | 16.1 |
| 2012-2013 | Minnesota | 32 | 663    | 43.5 | 33.5 | 89.5 | 4.0 | 3.9 | 1.9 | 0.4 | 20.7 |
| 2013-2014 | Minnesota | 34 | 750    | 41.8 | 42.1 | 87.4 | 3.7 | 3.9 | 1.3 | 0.3 | 22.1 |
| 2014-2015 | Minnesota | 10 | 186    | 42.6 | 40.5 | 73.7 | 4.5 | 4.6 | 1.0 | 0.8 | 18.6 |
| 2015-2016 | Minnesota | 32 | 914    | 45.7 | 39.0 | 85.9 | 5.9 | 3.8 | 2.0 | 0.3 | 28.6 |